# James Yuill
James Yuill (Londres, 1981) és un músic anglès de folktrònica, originari de Londres, i actualment contractat per la discogràfica Moshi Moshi. L'àlbum de debut de Yuill, Turning Down Water for Air, fou llançat el 2008, i va ser descrit per Clash com "una extraordinària obra d'art". Ell ha estat també descrit com "una banda formada per un sol home amb un portàtil, platines de mescla i una guitarra acústica".
Yuill també treballa com a mesclador, sota el pseudònim Hunger/Thirst, i ha produït mescles per a Tilly & the Wall, The Answering Machine i Au Revoir Simone.

## Discografia

### Àlbums i EPs
- Turning Down Water for Air (2008), Moshi Moshi
- Earth EP/Fire EP (2009), Moshi Moshi
- Movement In A Storm (2010), Moshi Moshi

### Singles
- This Sweet Love (2008), Moshi Moshi
- No Pins Allowed (2008), Moshi Moshi
- No Surprise (2009), Moshi Moshi
- Over The Hills (2009), Moshi Moshi